# Zac Goldsmith
Frank Zacharias Goldsmith, detto Zac (Londra, 20 gennaio 1975), è un politico britannico.

## Biografia
Ambientalista, il padre James, anglo-francese di origine ebraica, è stato deputato europeo di Europa delle Nazioni eletto in Francia, mentre la madre, Annabel Vane-Tempest-Stewart, proviene da un'aristocratica famiglia dell'Ulster. È stato il candidato del partito conservatore a sindaco di Londra per l'elezioni del 2016, sconfitto dal candidato laburista Sadiq Khan.
Zac viene eletto alla Camera dei Comuni per i Conservatori  per il collegio di Richmond Park (Londra) nel 2010, rieletto nel 2015, ma sconfitto nel 2016 da Sarah Olney (Lib Dem). Nuovamente rieletto nel medesimo collegio nel 2017, viene nuovamente sconfitto nel 2019, sempre da Sarah Olney.
Dal luglio 2019 è sottosegretario di Stato e da settembre dello stesso anno ministro dell'ambiente, dell'alimentazione degli affari rurali e dello sviluppo internazionale nel governo di Boris Johnson.

## Ascendenza
|                                                          |                                                           |                                                          | Genitori                               |  |  | Nonni |  |  | Bisnonni                           |  |  | Trisnonni                          |  |
|                                                          |                                                           |                                                          |                                        |  |  |       |  |  | Adolphe Benedict Hayum Goldschmidt |  |  | Benedict Hayum Solomon Goldschmidt |  |
|                                                          |                                                           |                                                          |                                        |  |  |       |  |  | Adolphe Benedict Hayum Goldschmidt |  |  | Benedict Hayum Solomon Goldschmidt |  |
|                                                          |                                                           | Johanetta Kann                                           |                                        |  |  |       |  |  | Adolphe Benedict Hayum Goldschmidt |  |  |                                    |  |
| Frank Adolph Benedict Hayum Goldsmith                    |                                                           |                                                          |                                        |  |  |       |  |  | Adolphe Benedict Hayum Goldschmidt |  |  |                                    |  |
|                                                          |                                                           | Alice Emma Moses                                         | Joseph Benjamin Moses                  |  |  |       |  |  |                                    |  |  |                                    |  |
|                                                          |                                                           | Alice Emma Moses                                         | Joseph Benjamin Moses                  |  |  |       |  |  |                                    |  |  |                                    |  |
|                                                          |                                                           | Alice Emma Moses                                         | Caroline Königswarter                  |  |  |       |  |  |                                    |  |  |                                    |  |
| sir James Goldsmith                                      |                                                           | Alice Emma Moses                                         |                                        |  |  |       |  |  |                                    |  |  |                                    |  |
|                                                          |                                                           | François Mouiller                                        | …                                      |  |  |       |  |  |                                    |  |  |                                    |  |
|                                                          |                                                           | François Mouiller                                        | …                                      |  |  |       |  |  |                                    |  |  |                                    |  |
|                                                          |                                                           | François Mouiller                                        | …                                      |  |  |       |  |  |                                    |  |  |                                    |  |
| Marcelle Mouiller                                        |                                                           | François Mouiller                                        |                                        |  |  |       |  |  |                                    |  |  |                                    |  |
|                                                          |                                                           | Amélie Brunner                                           | Joseph Brunner                         |  |  |       |  |  |                                    |  |  |                                    |  |
|                                                          |                                                           | Amélie Brunner                                           | Joseph Brunner                         |  |  |       |  |  |                                    |  |  |                                    |  |
|                                                          |                                                           | Amélie Brunner                                           | Henriette Rohmer                       |  |  |       |  |  |                                    |  |  |                                    |  |
| Frank Zacharias Goldsmith                                |                                                           | Amélie Brunner                                           |                                        |  |  |       |  |  |                                    |  |  |                                    |  |
|                                                          | Charles Vane-Tempest-Stewart, VII marchese di Londonderry | Charles Vane-Tempest-Stewart, VI marchese di Londonderry |                                        |  |  |       |  |  |                                    |  |  |                                    |  |
|                                                          | Charles Vane-Tempest-Stewart, VII marchese di Londonderry | Charles Vane-Tempest-Stewart, VI marchese di Londonderry |                                        |  |  |       |  |  |                                    |  |  |                                    |  |
|                                                          | Charles Vane-Tempest-Stewart, VII marchese di Londonderry | lady Theresa Chetwynd-Talbot                             |                                        |  |  |       |  |  |                                    |  |  |                                    |  |
| Robin Vane-Tempest-Stewart, VIII marchese di Londonderry | Charles Vane-Tempest-Stewart, VII marchese di Londonderry |                                                          |                                        |  |  |       |  |  |                                    |  |  |                                    |  |
|                                                          |                                                           | Edith Helen Chaplin                                      | Henry Chaplin, I visconte Chaplin      |  |  |       |  |  |                                    |  |  |                                    |  |
|                                                          |                                                           | Edith Helen Chaplin                                      | Henry Chaplin, I visconte Chaplin      |  |  |       |  |  |                                    |  |  |                                    |  |
|                                                          |                                                           | Edith Helen Chaplin                                      | lady Florence Sutherland-Leveson-Gower |  |  |       |  |  |                                    |  |  |                                    |  |
| lady Annabel Vane-Tempest-Stewart                        |                                                           | Edith Helen Chaplin                                      |                                        |  |  |       |  |  |                                    |  |  |                                    |  |
|                                                          |                                                           | Boyce Combe                                              | Richard Henry Combe                    |  |  |       |  |  |                                    |  |  |                                    |  |
|                                                          |                                                           | Boyce Combe                                              | Richard Henry Combe                    |  |  |       |  |  |                                    |  |  |                                    |  |
|                                                          |                                                           | Boyce Combe                                              | Esther Fanny Hollway                   |  |  |       |  |  |                                    |  |  |                                    |  |
| Romaine Combe                                            |                                                           | Boyce Combe                                              |                                        |  |  |       |  |  |                                    |  |  |                                    |  |
|                                                          |                                                           | Mabel Tombs                                              | sir Henry Tombs                        |  |  |       |  |  |                                    |  |  |                                    |  |
|                                                          |                                                           | Mabel Tombs                                              | sir Henry Tombs                        |  |  |       |  |  |                                    |  |  |                                    |  |
|                                                          |                                                           | Mabel Tombs                                              | Georgina Janet Stirling                |  |  |       |  |  |                                    |  |  |                                    |  |
|                                                          |                                                           | Mabel Tombs                                              |                                        |  |  |       |  |  |                                    |  |  |                                    |  |